# Anthurium kayapii
Anthurium kayapii är en kallaväxtart som beskrevs av Thomas Bernard Croat. Anthurium kayapii ingår i släktet Anthurium och familjen kallaväxter. Inga underarter finns listade.